# Gambit Bonnevoie
Gambit Bonnevoie – luksemburski klub szachowy z siedzibą w dzielnicy Luksemburga, Bonnevoie. Założony w 1936 roku.

## Osiągnięcia
Klub zdobył mistrzostwo Luksemburga w latach 1971, 1974, 1976–1977, 1979, 1981–1986, 1988, 1992–1994, 1996–2003, 2017 i 2020. Wielokrotnie uczestniczył w Klubowym Pucharze Europy, zajmując w nim w 1994 roku 21. miejsce, a w latach 2000 i 2017 – 26. W 1990 roku szachiści Gambitu Bonnevoie doszli natomiast do 1/8 finału. Zawodnikami klubu na przestrzeni lat byli m.in. Elvira Berend, Fred Berend, Thomas Pähtz, Andreas Schenk, Marko Tratar i Michael Wiedenkeller.